# Andreas Gloge

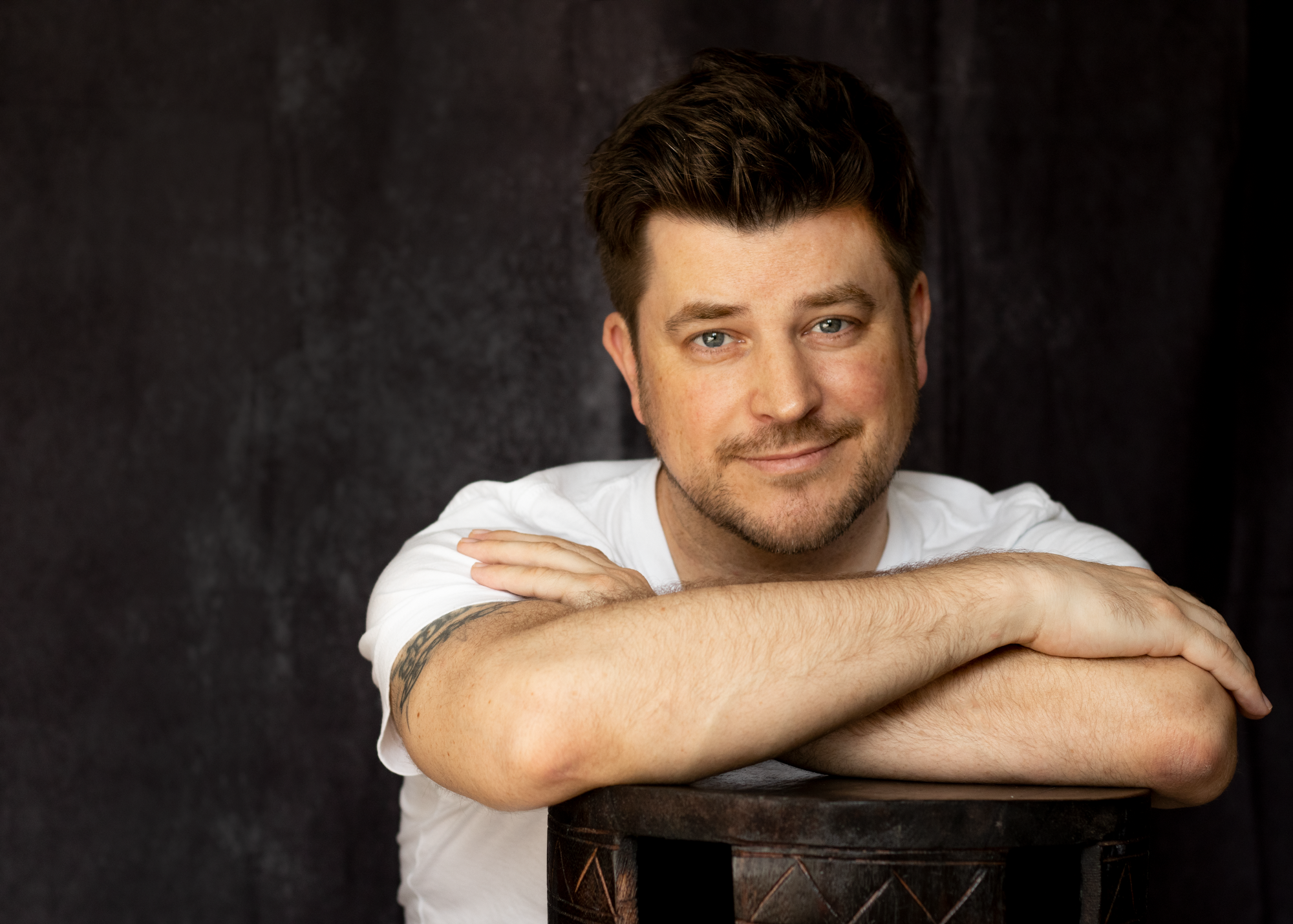
Andreas Gloge (2021)

Andreas Gloge (* 18. Mai 1975 in Bremen) ist freischaffender Hörspiel- und Romanautor.

## Biografie
Gloge studierte Anglistik und Kulturwissenschaft an der Universität Bremen und in London. Er arbeitet als freier Textberater und ist festangestellter Redakteur für Kindermedien. Seit 2005 widmet er sich zudem der Schriftstellerei als Roman- und Hörspielautor. Er ist Vater von zwei Töchtern (* 2009 und * 2011) und einem Sohn (* 2024). Er lebt derzeit in Aachen, ist seit 2020 verheiratet und leidenschaftlicher Anhänger des SV Werder Bremen.
Bekannt geworden ist Gloge vor allem als Drehbuchautor der Hörspielserien Gabriel Burns (ab Folge 17), Point Whitmark (ab Folge 16) und Abseits der Wege (ab Folge 1). Für letztere war er gemeinsam mit Produzent und Regisseur Volker Sassenberg ebenso für Idee und Konzeption verantwortlich.
Für die Serie Gabriel Burns schrieb er zudem alle drei bisherigen Romane Die Grauen Engel, Verehrung und Kinder, die 2007 beim Ullstein Verlag erschienen sind. Zudem ist er regelmäßig mit Hörbuchgeschichten in der Kinder-Radiosendung Ohrenbär vertreten, die täglich auf rbb ausgestrahlt wird.
Ab Januar 2019 startete er auf seiner Webseite das Literaturexperiment Deeprock, in das vor allem Elemente moderner Fantasy einfließen sollen. Hier postet er ein Jahr lang täglich einen Eintrag von exakt 365 Zeichen über die fiktive Stadt Deeprock. 2021 erschien "365 Deeprock" als Taschenbuch.
Er ist Mitglied im Phantastik-Autoren-Netzwerk, das sich zur Stärkung und Vernetzung von Autoren der Phantastik-Branche einsetzt und im Selfpublisher-Verband.

## Bücher
- Tolkiens Der Herr der Ringe: Ursprung – Symbolik – Einfluss (2002, Neuauflage 2016), ISBN 978-3-7392-4147-0
- Die Erben der grauen Erde (2004), ISBN 978-3-8334-2104-4
- Der kalte Traum von Thyran Bàr (2006), ISBN 978-3-8334-4485-2
- Numen und Zwielicht (2006), ISBN 978-3-8334-4486-9
- Gabriel Burns: Die Grauen Engel (2007), ISBN 978-3-548-26719-7
- Gabriel Burns: Verehrung (2007), ISBN 978-3-548-26719-7
- Gabriel Burns: Kinder (2007), ISBN 978-3-548-26732-6
- Frida im Bücherland (Erstausstrahlung 2011, Buchpublikation 2016), ISBN 978-3-7392-3285-0
- Wiesenkobold Hallimasch (Erstausstrahlung 2012, Buchpublikation 2016), ISBN 978-3-7392-3284-3
- Emil, der Emillionär (Erstausstrahlung 2013, Buchpublikation 2016), ISBN 978-3-7392-3282-9
- Mit Sternenstaub durchs All (Erstausstrahlung 2014, Buchpublikation 2016), ISBN 978-3-7392-3278-2
- Aufs Schiff, Klabbu Klabautermann! (Erstausstrahlung 2020, Buchpublikation 2021), ISBN 978-3-7534-2471-2
- 365 Deeprock (2021), ISBN 978-3-7543-0007-7
- I fell asleep reading and woke up dreaming (2023), ISBN 978-3-7448-1510-9
- Numen und Zwielicht (überarbeitete 2. Neuauflage, 2024), ISBN 978-3-7583-2796-4
- Gruseln wie Nix (2024), ISBN 978-3-8391-4254-7

## Hörspiele
- Point Whitmark, Folgen 16 bis 42 (Ausnahme Folge 41)
- Gabriel Burns, Folgen 17 bis 45 (Ausnahme Folge 40: OST)
- Abseits der Wege, Folgen 1 bis 6